# Vampire: The Eternal Struggle
Vampire: The Eternal Struggle (anciennement Jyhad) est un jeu de cartes à collectionner (JCC) publié par White Wolf Publishing.
Depuis la nuit des temps, à travers le Monde des ténèbres, d'anciens Vampires, connus sous le nom de Mathusalem, manipulent des mortels ou de plus jeunes Vampires (minions) pour saper les projets des Mathusalem rivaux. Ces luttes éternelles, parfois discrètes et subtiles, parfois ouvertes et spectaculaires, sont connues sous le terme générique de Jyhad.
Vampire: The Eternal Struggle: se joue à deux joueurs ou plus qui endossent le rôle de Mathusalem. Chacun prend le contrôle de plus jeunes Vampires. Leur but est de réduire l'influence des autres adversaires afin de les éliminer de la partie.

## Présentation et préparation

### Mathusalem etPool
Autour de la table de jeu, chaque Mathusalem est la Proie de celui qui joue avant lui, et le Prédateur de celui qui joue après lui. L’ordre de jeu est fixé au hasard (voir Jeu pendant son tour).
Chaque Mathusalem possède sa propre réserve de sang, appelée Pool qui sera matérialisée par des compteurs de sang (jetons, pièces…).
En début de partie, le Pool de chaque Mathusalem contient 30 points de sang.
Un Mathusalem dont le Pool descend à 0, est éliminé de la partie. Lorsqu’un Mathusalem est éliminé — où quitte la partie (voir se retirer de la Partie) — sa proie devient celle de son prédateur, son prédateur devient celui de sa proie, et le jeu continue avec les Mathusalem restants, dans le même ordre de jeu. Le Prédateur du joueur éliminé marque 1 point de victoire, et le dernier joueur en lice marque 1 point de victoire supplémentaire.
Le but du jeu est de marquer plus de points de victoire que les autres joueurs, c'est-à-dire d'éliminer le plus de Proies successives.

#### But du jeu et format
La notion de point de victoire prend réellement son sens lorsque la partie se déroule selon les règles de tournoi. Ce sont celles qui sont appliquées dans la majorité des parties aussi bien amicales que compétitives. Ces règles structurent la partie de la manière suivante :
- La partie s'arrête au bout de 2 h de jeu, les Mathusalem encore actif reçoivent 0,5 point de victoire ;
- Il existe un vainqueur lorsqu'un seul joueur fait au moins 2 points de victoire sans être égalisé à l'issue du temps imparti (il est donc possible d'avoir des parties sans vainqueur et sans pour autant qu'il y ait égalité.).

Il existe 3 règles génériques qui servent à structurer les alliances et interactions possibles entre les joueurs :
- Le joueur joue pour gagner la partie ;
- Le joueur joue pour maximiser ses points de victoire ;
- Si aucune de ces deux règles précédentes ne peut s'appliquer, alors le joueur peut décider de sa façon de jouer et éventuellement de sa mort.

Ces règles servent avant tout à forcer les joueurs à jouer activement et à ne pas se contenter de jouer en alliance dès le début de la partie. Elles servent donc à bannir des parties des pratiques du type collusion, kingmaking, et comportement non fair-play.

### LesDecks
Pour jouer, chaque Mathusalem doit posséder un Deck, un paquet de cartes. Les cartes qui composent ces Decks sont de deux types : Crypt ou Library.
- Les cartes de Crypt, au dos brun, (voir Cartes de Crypt) représentent des Vampires moins puissants, que le Mathusalem peut contrôler (voir Influence phase). Il existe aussi quelques cartes de Crypt qui ne sont pas des Vampires mais des Chasseurs (de vampires).
- Les cartes Library, au dos vert, sont toutes les autres cartes. On en distingue plusieurs catégories :

1. Les cartes Master (voir Cartes Master) qui sont jouées par le Mathusalem et qui représentent son influence directe ;
2. Les cartes Minion qui sont utilisées par les séides sous le contrôle d’un Mathusalem (voir Cartes Minion) ; il existe de plusieurs sous-types de carte Minion ;
3. Les Events qui représentent des événements puissants qui affectent tous les joueurs, il s'agit de cartes puissantes mais assez rares dans les parties ;
4. Les Convictions qui servent de ressources à un type particulier de cartes de Crypte, ces cartes sont très rares en parties car liées aux Chasseurs.

En début de partie, un Deck comporte au minimum 12 cartes de Crypt et entre 60 et 90 cartes Library. Il n'y a pas de limite au nombre d'exemplaires maximum d'une même carte qu'un Deck peut contenir. De plus chaque carte de Crypt (à dos brun) possède un numéro de groupe (grouping) : un deck ne peut pas contenir deux cartes Vampires qui ont un numéro de grouping différent ou non-consécutif (par exemple une carte de Vampire du groupe 2 ne peut pas être dans le même deck qu'une carte du groupe 4, le groupe ANY étant neutre).
Certains groupes de joueurs utilisent des règles « maison » de construction des Decks telles que :
- limite de quatre exemplaires d'une carte au maximum par Deck ;
- pas de limite maximum de la taille de Deck.

Il est important de préciser que ces règles dénaturent le jeu car le game design de V:tES intègre ces notions de non-limitation dans son « ADN ».

#### Cartes de Crypt
Chaque carte Vampire contient les informations suivantes : le nom du Vampire (ou du Chasseur), sa Capacité (ou sa Vie), son Clan (son Serment pour un Chasseur), ses Disciplines (ses Vertus pour un Chasseur), ses Titres éventuels (voir Décompte des voix), certaines caractéristiques particulières tels que des bonus sur certaines actions, une action réalisable sans carte, voire des malus et son numéro de groupe (aucun impact en partie).
Chaque Vampire (et Chasseur) est Unique (voir Cartes ou Titres contestés) et possède une réserve de sang, appelée Blood.
La Capacité d’un Vampire représente à la fois le nombre maximum de Blood que le Vampire peut posséder, et son âge. Un Vampire de plus grande Capacité sera dit plus vieux, un Vampire de plus petite Capacité sera dit plus jeune.
Un Vampire contrôlé ne peut en aucun cas avoir plus de Blood que sa Capacité ne le permet.

##### Clans
Un Clan est une Famille de Vampires s’étant regroupée autour d’une idéologie commune. Les Clans se répartissent en quatre catégories ou Sectes : Camarilla, Sabbat, Indépendants et Laibon.
Certains Clans qui possèdent moins de représentants dans le jeu que les autres sont appelés Lignées de Sang.

###### Camarilla
La Camarilla est la société de Vampires la plus importante, elle regroupe les Clans Brujah, Malkavian, Nosferatu, Toreador, Tremere, Ventrue et Caitiff.
Le terme Caitiff ne désigne pas vraiment un Clan mais plutôt l’ensemble des Vampires sans Clan de la Camarilla. Ainsi, Caitiff ne peut pas être choisi comme Clan lorsqu’une carte demande de choisir un Clan.
À noter que de très nombreux Gangrels sont Camarilla, cependant il s'agit de l'affectation du Vampire et non du Clan du point de vue des règles.
Certaines règles ou cartes s’appliquent uniquement aux membres de la Camarilla. Seul un Vampire de la Camarilla peut être Primogène, Prince, Justicar ou Cercle Interieur (voir Décompte des voix).

###### Sabbat
Le Sabbat est la deuxième société de Vampires, elle regroupe dix Clans : Brujah antitribu, Gangrel antitribu, Malkavian antitribu, Nosferatu antitribu, Toreador antitribu, Tremere antitribu, Ventrue antitribu, Pander, Lasombra et Tzimisce ; et les Lignées de Sang : Arhimanes, Frères de Sang, Émissaires des Crânes, Kyasid, Salubri antitribu.
Certaines règles ou cartes s’appliquent uniquement aux membres du Sabbat. Seul un Vampire du Sabbat peut être Évêque, Archevêque, Priscus, Cardinal, ou Régent (voir Décompte des voix).

###### Indépendants
Les Clans indépendants sont les clans qui n'ont voulu joindre ni la Camarilla, ni le Sabbat ou bien les ont quitté sont les suivants : Giovanni, Ravnos, Assamite, Setite / Disciples de Set et Gangrel.
Ils comprennent aussi les Lignées de Sang : Abomination, Baali, Filles de la Cacophonie, Gargouilles, Nagaraja, Vrai Brujah / Elois, Salubri et Samedi.

###### Laibon
Secte introduite dans l'extension Legacies of Blood, elle regroupe les clans africains de vampires suivants : Akunanse, Guruhi, Ishtarri et Osebo.
Seul un Laibon peut porter le titre de Magaji ou Kholo.

##### Disciplines
Les Disciplines sont les pouvoirs surnaturels que possèdent les Vampires. Sur la carte Vampire figurent les symboles représentant les Disciplines connues du Vampire.
Sur la carte d'un vampire, un symbole de Discipline dans un carré indique que le Vampire connaît la version simple du pouvoir, et dans un losange la version supérieure du pouvoir.
Il y a 18 Disciplines différentes : Abombwe, Animalisme, Auspex, Celerité, Chimerie, Alienation, Domination, Fortitude, Necromancie, Occultation, Obtenebration, Puissance, Presence, Proteisme, Quietus, Serpentis, Thaumaturgie et Viscissitude ainsi que dix Disciplines propres à certaines Lignées : Daimoinon, Melpominee, Mytherceria, Obeah, Sanguinus, Spiritus, Temporis, Thanathosis, Valeren et Visceratika.

#### CartesLibrary

##### CartesMaster
Les cartes Master sont des cartes qui représentent des actions entreprises par le Mathusalem (voir Jouer une carte Master). Un Mathusalem désirant jouer une carte Master doit en payer le coût éventuel (indiqué dans une goutte de sang noire) avec son Pool. Si le symbole d’un Clan figure sur une carte Master, le Mathusalem ne peut mettre en jeu cette carte que s’il contrôle un vampire Ready de ce Clan.

##### CartesMinion
Les cartes Minion sont des cartes de la Library qui sont utilisées par les Vampires ou Alliés (voir Minion phase) sous le contrôle d’un Mathusalem, et non par le Mathusalem lui-même.
On peut catégoriser les cartes Minion par leur type :
- Action (voir Minion action et Acting Minion) ;
- Retainer (voir Employer un Retainer) ;
- Allié (voir Recruter un Allié) ;
- Équipement (voir S’équiper) ;
- Action Politique (voir Actions politiques) ;
- Action modifier (voir Cartes Action modifier) ;
- Réaction (voir Cartes Réaction) ;
- Combat (voir Combat).

Un symbole de Discipline sur une carte Minion indique que le Vampire qui l’utilise doit posséder cette Discipline. Un Vampire possédant la version simple de la Discipline doit se référer au texte de la version inférieure de la discipline. Un Vampire possédant la version supérieure de la Discipline a le choix du texte, version inférieure ou version supérieure (en gras dans les éditions les plus anciennes), qu’il désire mettre en application.
Un symbole de Clan sur une carte Minion indique que seul un Vampire de ce Clan peut l’utiliser (voir Clans).
Certaines cartes Minion ont un coût. Selon la carte, le Mathusalem le paye de son Pool (si le coût est indiqué dans un losange noir), ou du Blood du minion qui l'utilise (si le coût est indiqué dans une goutte de sang rouge). Dans les anciennes éditions des cartes, le coût en Pool est indiqué dans une goutte noire et les coûts en Blood dans une goutte blanche.

##### CartesEvents
Les cartes Events sont des cartes jouées par les Mathusalem, qui restent en jeu et dont l'effet affecte tous les joueurs. Elles ne sont pas affectées par les cartes qui affectent les cartes Master ou Minion.
Chaque tour un Mathusalem peut jouer un Event en utilisant une Discard action pendant la phase de défausse (voir Discard phase). Chaque Event ne peut être joué qu'une seule fois par partie.

### La surface de jeu
Chaque Mathusalem sépare son Deck en deux : les cartes Library, faces cachées, d’un côté, forment une pile dite Library; les cartes Vampires, faces cachées, de l’autre, forment une pile dite Crypte. Il dispose à côté de lui son Pool et prévoit un espace de défausse (Ash Heap). Toute carte défaussée sera dite « brûlée » (burn).
Chaque Mathusalem peut, s’il le souhaite, regarder toutes les cartes des défausses de chacun de ses adversaires.
Le reste de la surface de jeu est découpé en trois régions : la région Inactive (uncontrolled region), contient les Vampires incontrôlés que le Mathusalem cherche à faire entrer en jeu (voir Influence phase) ; la région Active (ready region) contient ceux des Vampires contrôlés que l’on dit Ready, la Torpeur contient les Vampires grièvement blessés (voir Combat) contrôlés mais non Ready.
En début de partie, chaque Mathusalem dispose, faces cachées, les 4 premiers Vampires de sa Crypte dans sa région Inactive. Ces cartes sont cachées aux yeux des autres joueurs, mais ce Mathusalem peut quand il le souhaite regarder les Vampires de sa propre région Inactive.
En début de partie, chaque Mathusalem se constitue une Main de 7 cartes issue de sa Library. La taille de la Main ne peut pas dépasser 7 cartes. Au cours du jeu, chaque carte jouée de la Main d’un Mathusalem est soit brûlée après emploi et défaussée, soit mise en jeu. Dans les deux cas, cette carte est immédiatement remplacée dans la Main du Mathusalem par la première carte de sa Library.
Au centre de la table, à portée de main des Mathusalem, on constitue une banque de sang avec des compteurs de sang supplémentaires. La banque de sang ne peut pas s’épuiser. Il faudra donc trouver des compteurs supplémentaires pour réalimenter la banque, le cas échéant.

## Jeu pendant son tour
Le tour d’un Mathusalem arrive après celui de son Prédateur et avant celui de sa Proie (voir Mathusalem et Pool). Chaque tour est divisé en 5 phases :

### Untap phase
C’est la première phase du tour d’un Mathusalem. Trois actions principales se déroulent pendant cette phase : Untapper ses cartes, gagner un point de Pool avec l’Edge, payer pour ses Contestations.
Certaines cartes en jeu peuvent imposer ou permettre des actions supplémentaires pendant l’Untap d’un ou plusieurs Mathusalem.
Chacun peut choisir l’ordre dans lequel il exécute chacune des actions de son Untap phase.

#### Tap / Untap désormais Lock/unlock
On dit qu’une carte est dégagée (untappée), quand elle est verticale, face au joueur, dans le sens de la lecture. Engager (tapper) une carte, consiste à la faire tourner de 90° pour la mettre à l’horizontale. Elle est alors engagée (tappée). Dégager (untapper) une carte, c’est la remettre dans sa position initiale, à la verticale.
Au début de sa phase de dégagement (son Untap phase), un Mathusalem doit dégager (untapper) toutes ses cartes engagées (tappées).
Depuis la reprise du jeu par Black Chantry, les termes tap/untap, protégés par Wotc, sont remplacés par lock/unlock, cela ne change rien en termes de jeu.  

#### L’Edge
L’Edge est un symbole (matérialisé par un chapeau, une bougie, etc.) qui montre que les Vampires d’un Mathusalem lui ont rapporté une influence spéciale qui lui donne certains avantages pendant la partie (voir Bleeder ; Décompte des voix).
Si un Mathusalem a l’Edge pendant son Untap phase, il peut réclamer à la banque de sang, un point de sang à ajouter à son Pool.

#### Cartes ou Titres contestés
Les cartes de Vampires et certaines autres cartes (qui le mentionneront) sont dites Uniques. Lorsqu’une carte Unique, d’un même type qu’une carte Unique déjà en jeu, entre en jeu, il y a contestation. Les deux cartes sont alors retournées, face contre table, et sont toutes deux considérées contestées ; aucun Mathusalem n’en bénéficie.
À son Untap phase, pour chaque carte contestée, un Mathusalem choisit de perdre un point de sang de son Pool ou de brûler cette carte (et ses éventuels compteurs, points de sang, ou cartes supplémentaires placées dessus).
De même, certains Titres politiques sont uniques et peuvent être contestés. Si tel est le cas, et tant qu’ils le restent, les titres contestés ne rapportent de voix à aucun Mathusalem (voir Décompte des voix).
À son Untap phase, pour chaque Vampire possédant un Titre contesté qu’il contrôle, un Mathusalem choisit de payer un point du Blood de ce vampire ou de renoncer à ce Titre (en brûlant éventuellement la carte additionnelle qui le lui donnait).
Un Vampire en Torpeur ou un Vampire contesté possédant un Titre contesté, doit y renoncer durant son Untap. Pendant son Untap phase, un Mathusalem dont une carte ou un Titre contesté est seul à rester en jeu (les autres joueurs y ayant renoncé) peut la remettre en jeu, Untappée.

### Master Phase
Un Mathusalem dispose d’une Master action par Master phase.
Certaines cartes en jeu peuvent permettre des Master actions supplémentaires pendant la Master phase. D’autres cartes, bien que ne fournissant pas de Master action, permettent des manipulations supplémentaires. L’ordre de ces actions ou manipulations est libre.
Les Master actions inutilisées en fin de phase sont perdues.

#### Jouer une carteMaster
Un Mathusalem peut dépenser une Master action pour jouer une carte Master pendant sa Master phase (voir Cartes Master).
Un Mathusalem désirant jouer une carte Master doit en payer le coût éventuel, et respecter les impératifs de Clan (voir Cartes Master).
Certaines cartes Master sont « brûlées » (défaussées) dès l’usage. D’autres sont mises en jeu ; elles sont alors actives dès l’instant où elles sont jouées, et ainsi, certaines seront utilisables le tour même.
On distingue 3 catégories principales de cartes Master :

##### Locations
Les Locations donnent aux Vampires du Mathusalem qui les contrôle, un avantage à long terme. Elles entrent en jeu Untappées, et restent en jeu durant toute la partie, à moins que d’autres cartes ne parviennent à les éliminer ou qu’une échéance soit mentionnée sur la carte Location.

##### Disciplines
Les Master Disciplines se placent sur des Vampires. Elle y restent jusqu'à ce que le Vampire soit brûlé, elles brûlent alors avec lui. Ces cartes représentent des capacités que le Mathusalem octroie à ses Vampires (voir Disciplines).
Une carte de Discipline jouée sur un Vampire ne possédant pas cette Discipline la lui fournit. Une carte de Discipline jouée sur un Vampire ayant déjà cette Discipline lui fournit la version supérieure de cette Discipline. Il est impossible de jouer une carte de Discipline sur un vampire possédant déjà une version supérieure de cette Discipline. Un vampire bénéficiant d’une carte de Discipline, gagne un point de Capacité supplémentaire, mais sans pour autant gagner un Blood pour le remplir (voir Cartes Vampires).

##### Out-of-turn
Un Mathusalem peut anticiper sa Master phase alors que ce n’est pas à son tour de jouer. Ceci est fait grâce aux cartes Master Out-of-turn. Un Mathusalem ne peut pas jouer de Master Out-of-turn pendant son tour, à quelque phase que ce soit (sauf indication contraire). Un Mathusalem ayant joué une Out-of-turn depuis son tour précédent, doit renoncer à une Master action pendant sa Master phase, et ne peut pas jouer d'autre Out-of-turn jusqu'à sa prochaine Master phase.

##### Trifle
Une Master Trifle donne en plus de son effet une Master action supplémentaire au joueur qui la joue (elle rembourse ainsi son coût en Master action). Une seule Master action peut être gagnée de cette manière par Master phase.

### Minion phase
Un Minion est un séide contrôlé par un Mathusalem : il s’agit d’un Vampire ou d’un Allié (voir Recruter un Allié). Pendant la Minion phase, chaque Minion Untappé d’un Mathusalem peut faire une Minion action.

#### Minion actionetActing minion
Le Minion qui entreprend une Minion action est appelé l’Acting minion.
Un Acting Minion entreprenant une Minion action se Tappe, quel que soit le succès ou l’échec de l’action. S’il parvient à s’Untapper pendant la Minion phase, il pourra éventuellement entreprendre une autre Minion action. Cependant, certaines actions ne peuvent être effectuées qu'une seule fois par tour par un minion donné.
Les Minions peuvent entreprendre leurs actions dans un ordre libre, à l’exception de certaines actions obligatoires (voir Chasser) qui doivent se faire en premier.
Un Minion Untappé et Ready peut entreprendre une Minion action en utilisant une unique carte Action. Il doit alors remplir les conditions (de clan, de discipline ou autre) de cette carte et doit pouvoir en payer le coût si l’action devait réussir.
Un Minion Untappé et Ready peut encore entreprendre l’une des Minion Actions sans cartes Action (voir Minion Actions sans cartes Action).
Un Vampire Untappé en Torpeur ne peut entreprendre qu’un seul type de Minion Action : Sortir de Torpeur (voir Actions et Torpeur).

#### Minion actions sans cartes Action

##### Bleeder
Un Bleed est une action « dirigée » (Directed : voir Directed et Nondirected) qui, si réussie, enlève des points au Pool du Mathusalem concerné. La score de Bleed de l'acting minion détermine le nombre de points retirés. Chaque Vampire a une force de Bleed de base de 1 Bleed. Certaines cartes portant les mentions +n Bleed permettent d’augmenter ce score.
Chaque Minion Ready et Untappé peut prendre une Minion Action pour Bleeder la Proie du Mathusalem qui le contrôle.
Pour Bleeder un autre Mathusalem que sa Proie, un Minion devra utiliser des cartes Action mentionnant cette possibilité, au lieu d’avoir recours à cette Minion Action sans carte Action.
Tout Bleed réussi (au moins un point de sang ôté au Pool de l’adversaire) fournit l’Edge au Mathusalem contrôlant l’Acting Minion.
Un minion ne peut pas exécuter plus d'une Bleed action chaque tour.

##### Chasser
Chaque Vampire Untappé et Ready peut prendre une Minion Action non-dirigée (voir Directed et Nondirected) pour chasser (hunt). Cette action est à +1 Stealth (voir Stealth contre Intercept). Si l’action est réussie, et si sa capacité le permet, il gagne un point de Blood de la banque de sang.
Ce type de Minion action n’est pas ouvert aux Alliés.
Tous les Vampires Ready et Untappés qui n’ont plus de Blood en début de Minion phase doivent obligatoirement entreprendre une Minion action pour chasser. Ces Minion actions doivent être réalisées avant les Minion actions des autres Minions. Cette action est toujours à +1 Stealth.

##### Actions et Torpeur
Certaines Minion actions, sont relatives à la Torpeur (voir Torpeur). Il en existe deux ; elles ne nécessitent aucune carte :

###### Sortir de Torpeur
Un Vampire Untappé en Torpeur peut prendre une Minion action pour sortir de Torpeur. Cette action est à +1 Stealth et coûte 2 points de Blood au vampire si elle réussit (VtES).
- Si l’action réussit et que le Vampire peut payer, il est remis dans la région Active, redevient Ready mais reste Tappé.
- Si l’action est Bloquée (voir Bloquer et Blocking Minion), il n’y a pas Combat mais l’Acting minion reste simplement, en Torpeur, Tappé et le Blocking minion gagne l’occasion de commettre une Diablerie (voir Diablerie).

###### Rencontrer un Vampire en Torpeur
Un Vampire Untappé et Ready peut prendre une Minion Action pour rencontrer un Vampire en Torpeur. C’est une action Nondirected à +1 Stealth (voir Stealth contre Intercept) s’il s’agit de la région de Torpeur du Mathusalem qui contrôle l’Acting Minion, mais Directed à +0 Stealth s’il s’agit de la région de Torpeur d’un autre Mathusalem.
Ce type de Minion action n’est pas ouvert aux Alliés.
Un Vampire peut désirer rencontrer un autre Vampire en Torpeur pour, au choix, le sauver, ou le Diableriser. L’intention de sauver ou de Diableriser un Vampire en Torpeur s’énonce avec la Minion action de rencontrer le Vampire en Torpeur.
- Si un Vampire en Torpeur est sauvé avec succès, il est placé dans la région Active - il reste Tappé s’il est Tappé, Untappé s’il est Untappé, et avec le Mathusalem qui le contrôle. Le Mathusalem qui contrôle l’Acting Minion (VtES) doit payer 2 Bloods qu’il peut enlever à sa guise à l’un ou/et l’autre des 2 Vampires impliqués. S’il ne parvient pas à payer, l’action échoue.
- Si un Vampire en Torpeur est Diablerisé avec succès, il est brûlé et l’Acting Minion peut lui prendre tout le Blood et l’Équipement qu’il possède (dans les limites de ses possibilités). De plus si le Vampire Diablerisé a une Capacité supérieure à celle de l’Acting minion, celui-ci gagne une Discipline à chercher dans les Cendres, la Library ou la Main du Mathusalem contrôlant l’Acting minion.

###### Blood Hunt
Lorsqu'une Diablerie est effectuée, une Blood Hunt est appelée.
Lancer une Blood Hunt n’est pas considéré comme une action. Il s’agit d’un vote pour savoir s’il faut punir un Acting Minion qui réussit une Diablerie.
Une seule Blood Hunt peut être lancée contre une même Diablerie.
Le décompte des voix (voir Décompte des voix) est fait comme lors d’une action politique à cela près que :
- Le Mathusalem qui lance la Blood Hunt ne gagne pas de voix supplémentaire (il n’y a pas carte Action politique),
- Le vote ne peut pas être bloqué (ce n’est pas une action),
- Aucune carte Action modifier ou Réaction ne peut être jouée (ce n’est pas une action).

Cependant, il est toujours possible de défausser l’Edge ou des cartes politiques pour obtenir des voix (voir Décompte des voix).
Si le vote passe, le Vampire qui a commis la Diablerie est brûlé avec ses éventuels compteurs, points de sang, ou cartes additionnelles empilées.

#### Minion actions avec cartes Action
Un minion ready et untappé peut tenter une action en jouant une carte d'action. L'action peut avoir un bonus en stealth (voir Stealth contre Intercept) qui est alors indiqué sur la carte. Si l'action réussit, le coût est payé et le texte de la carte prend effet.
Un minion ne peut pas effectuer deux fois dans le même tour une action autorisée par la même carte d'action.
Les cartes de retainers, d'alliés, d'équipements et d'action politiques sont des cartes d'actions particulières.

##### Employer unRetainer
Les Retainers sont les suivants des Minions d’un Mathusalem. Un Retainer fournit au Minion qui l’emploie des aptitudes supplémentaires, et possède des points de vie. Employer un Retainer nécessite une carte Retainer qui reste toujours avec l’Acting Minion.
Un Retainer n’est pas un Minion : Un Retainer ne peut pas prendre de Minion action.
Chaque Minion Untappé et Ready d’un Mathusalem peut Employer un Retainer. C’est une action à +1 Stealth (voir Stealth contre Intercept) non-dirigée. Si l’action réussit, le Mathusalem place alors la carte Retainer de sa main sur l’Acting Minion, paye les coûts éventuels (voir Cartes Minion), et matérialise les points de vie du Retainer avec des compteurs de sang de la banque.

##### Recruter un Allié
Un Allié est un Minion qui n’est pas un Vampire. Il peut prendre des Minion actions, et possède des points de vie (life), qui sont équivalents au Blood d’un Vampire. Un Allié ne peut pas payer de coût en blood et n'est pas affecté par les effets qui font perdre ou gagner du blood. Recruter un Allié nécessite une carte Allié.
Chaque Vampire Untappé et Ready peut prendre une Minon action pour Recruter un Allié. Cette action est à +1 Stealth (voir Stealth contre Intercept). Si l’action réussit, le Mathusalem place alors la carte Allié de sa main, Untappée dans sa région inactive, paye les coûts éventuels (voir Cartes Minion), et matérialise par des compteurs de sang de la banque les points de vie de l’Allié.
Pendant l’Influence phase du même tour (voir Influence phase), le Mathusalem déplacera l’Allié dans sa région active.

##### S’équiper
Un Mathusalem peut donner à ses Minions de l’Équipement pour les aider. Il n’y a pas de limite au nombre d’Équipements que peut posséder un Minion. Cette Minion action nécessite une carte d’Équipement.
Chaque Minion Untappé et Ready d’un Mathusalem peut s’équiper. C’est une action à +1 Stealth (voir Stealth contre Intercept). Si l’action réussit, le Mathusalem place alors la carte Équipement de sa main sur l’Acting Minion, et paye les coûts éventuels (voir Cartes Minion).
Alternativement, un Minion peut vouloir prendre un Équipement déjà en jeu sur un autre Minion contrôlé. Cette Minion action ne nécessite pas de nouvelle carte d’Équipement.
Chaque Minion Untappé et Ready d’un Mathusalem peut prendre un ou plusieurs Équipements d’un autre Minion contrôlé par le même Mathusalem. C’est une action à +1 Stealth (voir Stealth contre Intercept). Si l’action réussit, le Mathusalem transfère alors les cartes Équipement sur l’Acting Minion, sans en repayer les coûts.

#### Actions politiques

##### Appel du vote
Chaque Vampire Ready et Untappé peut prendre une Minion action pour lancer un vote. C’est une action à +1 Stealth qui nécessite une carte Action politique. La carte d’Action politique est immédiatement remplacée.
Cette action Nondirected est Blocable avant que les termes exacts du vote soient énoncés. Si l’Action n’est pas Bloquée, les termes exacts du vote sont annoncés, et on passe au décompte des voix.
Un vampire ne peut pas exécuter plus d'une action politique chaque tour.

##### Décompte des voix
La question qu’il s’agit de débattre est « Pour ou Contre l’effet de la carte d’Action politique ».
Le Mathusalem qui contrôle l’Acting Minion gagne 1 vote correspondant à sa carte d’Action politique (si le vote a été appelé grâce à une carte d'action politique). Chaque Metuselah peut obtenir 1 voix en défaussant une carte d'action politique. Une seule voix par Mathusalem peut être obtenue par une carte d'action politique (défaussée ou utilisée pour appeler le vote).
Si un Mathusalem a l’Edge pendant le décompte des voix, il peut le défausser pour gagner une voix supplémentaire.

###### Titres
Certains Vampires possèdent des Titres ou des voix qu’ils peuvent donner à leur Mathusalem. Un Vampire n’a pas d’obligation à voter. Seul un Vampire Ready dont le Titre n’est pas contesté peut voter. Un Vampire n’a pas besoin d’être Untappé pour voter et voter ne Tappe pas un Vampire.
Les Titres sont les suivants :
- Primogène :1 voix
- Prince : 2 voix
- Justicar : 3 voix
- Cercle Intérieur : 4 voix
- Évêque : 1 voix
- Archevêque : 2 voix
- Priscus : spécial (voir Le vote des Priscii)
- Cardinal : 3 voix
- Régent : 4 voix
- Baron : 2 voix
- Magaji : 2 voix
- Kholo : 2 voix

Si un Vampire gagne un nouveau Titre au cours du jeu, il renonce définitivement à son ancien Titre ou ses anciennes voix.

###### Le vote des Prisci
Les Prisci représentent à eux tous un bloc de 3 voix. Cependant, pour déterminer en quelle faveur sont attribuées ces voix, les votes des Prisci se livrent sont décomptés séparément dans un « sous-vote » (Priscus subreferendum). Chaque Priscus fournit une voix pour ce sous-vote. Un Priscus peut choisir de s’abstenir.
Si le Pour l’emporte, alors les 3 voix sont attribuées au Pour dans le vote principal. Si le Contre l’emporte, alors les 3 voix sont attribuées au Contre dans le vote principal. S’il y a égalité lors du sous-vote, les Prisci s’abstiennent pour le vote principal.

###### Villes contestées et titres uniques
Lorsqu’un Archevêque du Sabbat, un Baron Anarch ou un Prince de la Camarilla gouvernent la même ville, on dit que cette ville est contestée. Leur titre devient contesté avec l'exception à la règle suivante : si un Baron conteste son titre avec un Prince ou un Archbishop, il paye un blood de plus.
Les titres de Justicar d'un clan, Kholo d'un clan et Régent sont aussi uniques. Seul un vampire du clan adéquat peut porter le titre de Justicar d'un clan ou de Kholo d'un clan.

#### CartesAction modifier
Les cartes d’Action modifier sont jouées pendant la Minion phase, pour améliorer l’action de l’Acting Minion.
Un Minion peut améliorer son action tant qu’il le souhaite, en jouant des cartes d’Action modifier qui sont remplacées au fur et à mesure. À moins que la carte ne précise le contraire, seul l’Acting Minion peut améliorer sa propre action. Un même Minion ne peut pas utiliser deux cartes d’Action modifier identiques pour améliorer une même action.

### Influence phase
Pendant son Influence phase, un Mathusalem peut investir du sang de son Pool pour contrôler les Vampires de sa région Inactive, et les placer éventuellement dans sa région Active, une fois contrôlés.

#### Transferts
Au début de son Influence phase, le Mathusalem reçoit des Transferts selon la règle suivante : le premier Mathusalem à jouer reçoit 1 Transfert, le second, 2, le troisième, 3 ; ensuite, tous les joueurs reçoivent 4 Transferts à tous leurs tours suivants jusqu'à la fin de la partie.
Plusieurs Influence actions peuvent être entreprises durant l’Influence phase, elles ont chacune leur coût en Transferts :
- transférer un compteur de sang du Pool du Mathusalem vers le Blood d’un Vampire incontrôlé. Coût : 1 Transfert ;
- transférer un compteur de sang du Blood d’un Vampire incontrôlé vers le Pool du Mathusalem. Coût : 2 Transferts ;
- brûler un point de Pool pour sortir un Vampire de la Crypte et le placer, face cachée, dans la région Inactive. Coût : 4 Transferts.

Il est possible de donner à un Vampire incontrôlé plus de Blood que sa Capacité tant qu’il reste dans la région Inactive (cela comprend aussi les cartes d’Action telles que Govern the Unaligned ou The Fourth Tradition : The Acounting). En revanche, l’excès sera retiré aussitôt que le Vampire deviendra contrôlé.
Les Transferts inutilisés sont perdus.

#### Contrôler des Vampires
À la fin de l’Influence phase, chaque Vampire incontrôlé de la région Inactive du Mathusalem qui possède au moins autant de Blood que sa Capacité est maintenant considéré contrôlé. Un Mathusalem ne peut pas refuser de contrôler un Vampire incontrôlé ayant rempli cette condition. Ce Vampire est placé, face visible, Untappé, dans la région Active. Tout excès de Blood au-delà de sa Capacité est retiré.
C’est aussi à ce moment, que le Mathusalem met en jeu ses Alliés « incontrôlés » en les plaçant, Untappés, dans sa région Active (voir Recruter un Allié).

### Phase de défausse
En fin de tour, pendant sa Phase de défausse, chaque Mathusalem dispose d'une « action de défausse » (Discard Phase Action). À l'instar des Master actions pendant la phase Master, certains effets fournissent des Discard phase actions supplémentaires et les actions non utilisées sont perdues à la fin de la phase.
Un Mathusalem peut utiliser une action de défausse pour se défausser d'une carte (et piocher une carte en remplacement). Il peut aussi utiliser, une fois par tour, une action de défausse pour jouer une carte Event.

## Jeu en dehors de son tour
Il y a un certain nombre de choses qu’un Mathusalem puisse faire, (uniquement) lorsque ce n’est pas son tour :

### Master Out-of-turn
Un Mathusalem peut anticiper sa prochaine Master phase pour jouer une carte Master Out-of-turn, à n’importe quel moment, pourvu que ce ne soit pas son tour. Si un Mathusalem joue une Master Out-of-turn, il perd une Master action de sa prochaine Master phase (voir Master phase ; Out-of-turn)

### Cartes Réaction
En réponse à une Minion Action d’un autre Mathusalem, ou pour améliorer son Blocage (voir Bloquer), un Minion Ready et Untappé peut jouer une ou plusieurs cartes Réaction.
Un même Minion ne peut pas utiliser deux fois la même carte Réaction en réponse à une unique Minion action. Une carte Réaction ne Tappe pas le Minion qui l’utilise.

### Bloquer
En réponse à une Minion action d’un autre Mathusalem, tout Minion Ready et Untappé peut tenter de Bloquer cette action pour l’empêcher de se dérouler. Le Minion qui tente de Bloquer s’appelle le Blocking Minion.
Un Blocage est réussi si le Blocking Minion a au moins autant d’Intercept que l’Acting Minion a de Stealth (voir Stealth contre Intercept).
Un Blocage réussi Tappe le Blocking Minion, et entraîne les deux Minions en Combat (voir Combat).
En revanche, un Blocage échoué ne Tappe pas le Blocking Minion, et un autre Minion peut tenter de Bloquer.

#### DirectedetNondirected
Il y a deux sortes de Minion actions : les actions Directed ou les actions Nondirected (voir Minion phase) :
- une action Directed est une action qui cible un Mathusalem en particulier (par exemple : le Bleed, une action pour entrer en combat avec un minion...). Elle ne peut être Bloquée que par les Minions du Mathusalem contre lequel elle est dirigée. Une action Directed dirigée sur le Mathusalem qui contrôle l’Acting Minion devient non-dirigée ;
- une action Nondirected est une action qui ne cible pas de Mathusalem en particulier (par exemple : chasser, s'équiper, une action politique...). Elle ne peut être Bloquée exclusivement que par les Minions de la Proie ou du Prédateur du Mathusalem qui contrôle l’Acting Minion. La Proie a d’abord l’occasion de le faire. Si la Proie refuse de Bloquer ou échoue dans son Blocage, alors le Prédateur a l’occasion de Bloquer. Si, à son tour, le Prédateur refuse ou échoue, l’action est réussie, et il est trop tard pour Bloquer.

#### StealthcontreIntercept
Le score de Stealth détermine la difficulté à bloquer une action. Le score d’Intercept, les moyens mis en œuvre pour y parvenir. Un score d’Intercept au moins égal à un score de Stealth fait échouer l’action et entraîne les deux Minions dans un Combat.
Un Minion possède un score de base dans les deux caractéristiques égal à 0.
Chacun leur tour, l’Acting Minion et le Blocking Minion peuvent surenchérir en Stealth (typiquement grâce à des cartes Action modifier) et en Intercept (typiquement grâce à des cartes Réaction).
L’Acting Minion ne peut pas augmenter son Stealth s’il a déjà strictement plus de Stealth que le Blocking Minion n’a d’Intercept.
Le Blocking Minion ne peut pas augmenter son Intercept s’il a déjà au moins autant d’Intercept que l’Acting Minion a de Stealth.
La surenchère s’arrête lorsqu’aucun des deux Minions ne souhaite ou ne peut continuer.

## Combat
Entrer en Combat ne Tappe pas un Minion, au contraire d’entreprendre une action ou de réussir un Blockage. Ainsi, par exemple, la victime d’un Bum’s Rush ne sera pas Tappée.
Un Combat oppose toujours deux Minions. L’Acting Minion sera dit Attaquant, l’autre Minion (généralement le Blocking Minion) sera dit Défenseur.
Pendant un Combat, seules les cartes de Combat peuvent être jouées par chacun des deux Minions (et eux seuls).

### Rounds
Un Combat est composé de Rounds. Chaque Round de combat est décomposé en 5 phases. D’une manière générale, l’Attaquant agit toujours avant le Défenseur dans chacune de ces phases.
Certaines cartes de Combat permettent des effets, jouables seulement avant d’Établir le Range. L’Attaquant à l’occasion d’en jouer en premier, puis le Défenseur, puis enfin, les autres Mathusalem (si la carte le permet explicitement) dans l’ordre de jeu, à partir de l’Attaquant.

#### Établir leRange
Chaque Round de Combat peut se dérouler à Short Range ou Long Range. À Short Range, les deux opposants sont au corps à corps, alors qu’à Long Range, il s’agit d’un affrontement à distance.
Un Round commence toujours à Short Range.
Chaque Minion, à commencer par l’Attaquant, peut jouer des Manœuvres (maneuver) pour changer le Range d’un Round.
- Un Minion ne peut jouer de Manœuvre pour se placer à Long Range que si le Round est effectivement à Short Range.
- Un Minion ne peut jouer de Manœuvre pour se placer à Short Range que si le Round est effectivement à Long Range.
- Un Minion ne peut pas jouer de Manœuvre pour annuler une de ses propres Manœuvres.
- Un Minion ne peut utiliser une Manœuvre faisant partie d’une carte que s’il utilise réellement cette carte pendant le Round. Ainsi un Minion ne peut utiliser qu’une seule Manœuvre provenant d’Armes ou de cartes Strike.
- Un Minion ne peut décliner une Manœuvre faisant partie d’une carte qu’il utilise uniquement si elle est explicitement optionnelle.

#### Choisir unStrike
Chaque Minion a l’occasion de porter un coup, un Strike, à son adversaire, à commencer par l’Attaquant. Un Minion peut choisir son Strike parmi :
- une attaque à mains nues (hand strike), qui ne nécessite aucune carte et fait autant de dégâts que le score en Force (Strenght) du minion. Par défaut ce score est 1 ;
- une Arme (Weapon) dont il est équipé ;
- une carte de Combat notée Strike.

Si un Minion a utilisé une Manœuvre d’une Arme de son Équipement ou d’une carte de Strike, il est obligé d’utiliser ce Strike maintenant (il ne peut pas attendre les Strikes additionnels par exemple).
La plupart des Strikes ont une force de frappe mesurée en points de Dommages, suivie éventuellement des mots clés Ranged - ou R - et Aggravated, Aggravé (voir Résolution des Strikes).
Cependant certains Strikes ont un effet particulier :
- Combat ends annule le Combat immédiatement, y compris si le Strike de l’adversaire est un Dodge ou un First Strike ;
- Dodge annule le Strike de l’adversaire — si elle est dirigée contre le Minion ou son Équipement mais pas ses Retainers (voir Retainers) — y compris si le Strike de l’adversaire est First Strike ;
- First Strike permet de Résoudre son Strike avant le Strike de l’adversaire (voir Résolution des Strikes) ;
- +n Hand Damage ajoute n points de Dommages à une attaque à mains nues ou à une attaque avec une Arme de Mêlée (Melee Weapon) d’un Minion ;
- Destroy Équipement permet de détruire un Équipement du Minion opposé, au choix. L’Équipement sera alors brûlé pendant la phase de Résolution des Strikes, et envoyé dans la défausse. Il peut donc être utilisé le Round où il est détruit (jusqu'à la phase de Résolution des Strikes) ;
- Steal Équipement permet de voler un Équipement du Minion opposé, au choix. L’Équipement sera alors transféré définitivement au voleur pendant la phase de Résolution des Strikes. Il peut donc être encore utilisé par son ancien propriétaire le Round où il est volé (jusqu'à la phase de Résolution des Strikes), le voleur devra attendre le Round suivant (ou les Strikes additionnels) ;
- Steal Blood permet de voler du Blood a un Vampire ou des points de vie a un Allié. Les compteurs volés sont placés dans le Blood du Vampire utilisant ce Strike, l’excès éventuel est jeté à la Banque. Ce Strike n’est pas considéré comme infligeant des Dommages, il ne peut donc ni être Prévenu ni envoyer un Vampire en Torpeur. Il peut cependant brûler un Allié.

#### Résolution desStrikes
À Long Range, seuls les Strikes mentionnant R ou Ranged, sont résolus. Les autres sont simplement inefficaces. À Short Range, tous les Strikes sont résolus. Certains Strikes cependant ne sont jouables qu’à Long Range.
Les Strikes sont résolus dans l’ordre suivant ; deux Strikes d’une même catégorie sont résolus simultanément :
- Combat Ends et Dodge ;
- First Strike, à noter qu'il s'agit d'une propriété supplémentaire du strike, en plus de son effet naturel ;
- Steal Blood ;
- tout autre Strike, de manière générale les Strikes de dégâts sont résolus en dernier ;
- les autres sources de dégâts (appelées dégâts environnementaux) sont infligées lors de la phase de strike.

Si l'un des combattants n'est plus ready après la résolution des First Strike le combat se termine avant la résolution des strikes « normaux » (qui ne sont pas résolus). Si une arme est détruite ou volée en First Strike alors qu'elle était utilisée pour les strikes normaux, son effet n'est pas résolu.
Les différents effets des Strikes sont résolus comme tels :
- les Équipements détruits sont brûlés ;
- les Équipements volés sont déplacés ;
- le sang volé est transféré ;
- les Dommages des Strikes sont infligés. À ce stade, ils peuvent être Prévenus en utilisant certaines cartes de Combat. Les Dommages ne sont pas encore soignés et le Vampire ne perd pas encore de Blood.

Ensuite chaque Vampire ayant reçu des Dommages qu’il n’a pas Prévenus doit les soigner. Certains Dommages particulièrement dévastateurs sont dits Aggravés, les autres sont dits normaux. Les Dommages normaux sont soignés avant les Dommages Aggravés.
- Chaque Vampire doit brûler un Blood par Dommage normal pour éviter d'aller en torpeur.
- Les dégâts aggravés ne peuvent pas être soignés et un dégât aggravé envoie directement en torpeur sans faire perdre de Blood. Un vampire devant aller en torpeur doit ensuite payer 1 Blood par dégât aggravé supplémentaire pour éviter d'être brûlé (détruit).

Ainsi si un vampire a X Blood avant la résolution des dégâts, il faut X+1 dégâts normaux pour l'envoyer en torpeur, et X+2 dégâts dont au moins 1 est aggravé pour le détruire.

#### Strikesadditionnels
Un Minion peut jouer une carte ou profiter d’un avantage qui lui donne droit à des Strikes additionnels. Un minion ne peut obtenir de strikes additionnels que d'une seule source chaque round.
Il ne s’agit pas d’un nouveau Round de Combat : le Range demeure comme établi précédemment. Les Strikes additionnels se déroulent comme décrits ci-dessus et sont répétés autant de fois que nécessaire.

#### Entamer un nouveauRound
Les Minions impliqués peuvent jouer des Press pour décider de continuer ou de terminer le Combat. Chaque Round démarre sans Press.
Alternativement, chaque Minion peut jouer un Press pour continuer, ou un Press pour terminer :
- un Minion ne peut jouer un Press pour continuer que si le Round n’a pas de Press ou un Press pour terminer ;
- un Minion ne peut jouer un Press pour terminer que si le Round a un Press pour continuer ;
- un Minion ne peut pas jouer deux Press à la suite sans intervention de son opposant.

Si finalement, après ces enchères, le Round n’a pas de Press ou un Press pour terminer, le Combat s’achève. Si, en revanche, le Round a un Press pour continuer, un nouveau Round de Combat commence.

### Alliés etRetainersen Combat

#### Alliés
En Combat, les Alliés sont traités comme des Vampires, à ceci près que :
- les Dommages Aggravés sont traités comme des Dommages normaux ;
- un Allié perd un point de vie par point de Dommage ;
- un Allié n’ayant plus de points de vie est immédiatement brûlé ;
- un Allié n'étant jamais un vampire, toutes les cartes de combat faisant référence au mot vampire n'affectent pas les alliés. Le mot clé Frenzy, apparaissant sur certaines cartes, nécessite que le séide opposé soit un vampire pour être joué.

#### Retainers
En Combat avec un adversaire employant un Retainer, un Minion peut choisir de cibler son ou ses Strikes sur le Retainer plutôt que sur le Minion qui l’emploie.
Un Retainer ne peut être choisi comme cible d’un Strike qu’à Long Range. La cible est déclarée avec le Strike.
Un Strike dirigé sur un Retainer n’est pas protégé par un Dodge du Minion qui l’emploie. Les Dommages infligés à un Retainer ne peuvent pas être Prévenus par le Minion qui l’emploie.
Pour résoudre un Strike dirigé sur un Retainer, tout se passe comme pour un Vampire, à ceci près que :
- les Dommages Aggravés sont traités comme des Dommages normaux ;
- un Retainer perd un point de vie par point de Dommage ;
- un Retainer n’ayant plus de points de vie est immédiatement brûlé.

## Fin du jeu

### Points de victoire
Un Mathusalem dont le Pool descend à 0, est immédiatement éliminé de la partie (Voir Mathusalem et Pool). Son Prédateur gagne aussitôt 1 Point de Victoire. Si ce Prédateur est encore dans la partie, il gagne également 6 Blood Points. Le Mathusalem qui reste seul en jeu gagne 1 Point de Victoire (en plus de ceux acquis par l’élimination éventuelle de ses Proies). À ce moment, la partie s’arrête et le Mathusalem qui a le plus de Points de Victoire est déclaré vainqueur.

### Se retirer de la partie (Withdrawing From the Game)
Lors de sa phase d’Untap, un Mathusalem qui commence son tour avec sa Library épuisée et strictement moins de cartes en Main qu'il ne doit en avoir, peut déclarer qu’il tente de Se Retirer de la Partie. Il y arrive si, jusqu'à sa prochaine Untap :
- il ne perd ni ne dépense un seul Blood Point de son Pool ou de ses Minions – et même si d’autres gains sont faits entre-temps ;
- aucun Minion qu'il contrôle n'entre en Combat.

Sinon, il n'arrive pas à se Retirer (mais peut réessayer au tour suivant si les conditions sont toujours remplies).
Un Mathusalem qui parvient à se retirer quitte la partie, et gagne 0.5 Point de Victoire. Il n’est pas considéré éliminé par son Prédateur, qui ne tire donc aucun bénéfice de son retrait.

## Vampire: The Eternal Struggle Online
VTES est adapté en ligne sous le titre Vampire: The Eternal Struggle Online. Développé et maintenu par CCG Workshop, les serveurs dédiés sont accessibles via les sites web de White Wolf Publishing et CCG Workshop de décembre 2005 à fin 2007. Les joueurs pouvaient créer des decks et s'affronter en ligne, en s’acquittant d'un abonnement mensuel. White Wolf a autorisé la diffusion en ligne des sets de la Camarilla, des Anarchs, des Final Nights, des Legacies of Blood, des Black Hand et Kindred Most Wanted.